# Schwabendorf (Faulenrost)
Schwabendorf ist ein Ortsteil der Gemeinde Faulenrost bei Malchin in Mecklenburg-Vorpommern. Der Ort entstand erst im Jahre 1935 durch Ansiedlung schwäbischer Siedler. Eine Reihe von Bauernhäusern aus jener Zeit im schwäbischen Stil sind eine Besonderheit für Mecklenburg.

## Geographie
Schwabendorf liegt etwa zwölf Kilometer südöstlich von Malchin an der Straße zwischen dem etwa 1,5 Kilometer westlich gelegenen Faulenrost und dem etwa drei Kilometer südöstlich befindlichen Hungerstorf. Der Ort liegt an und westlich der Straße von Faulenrost nach Hungerstorf.

## Geschichte

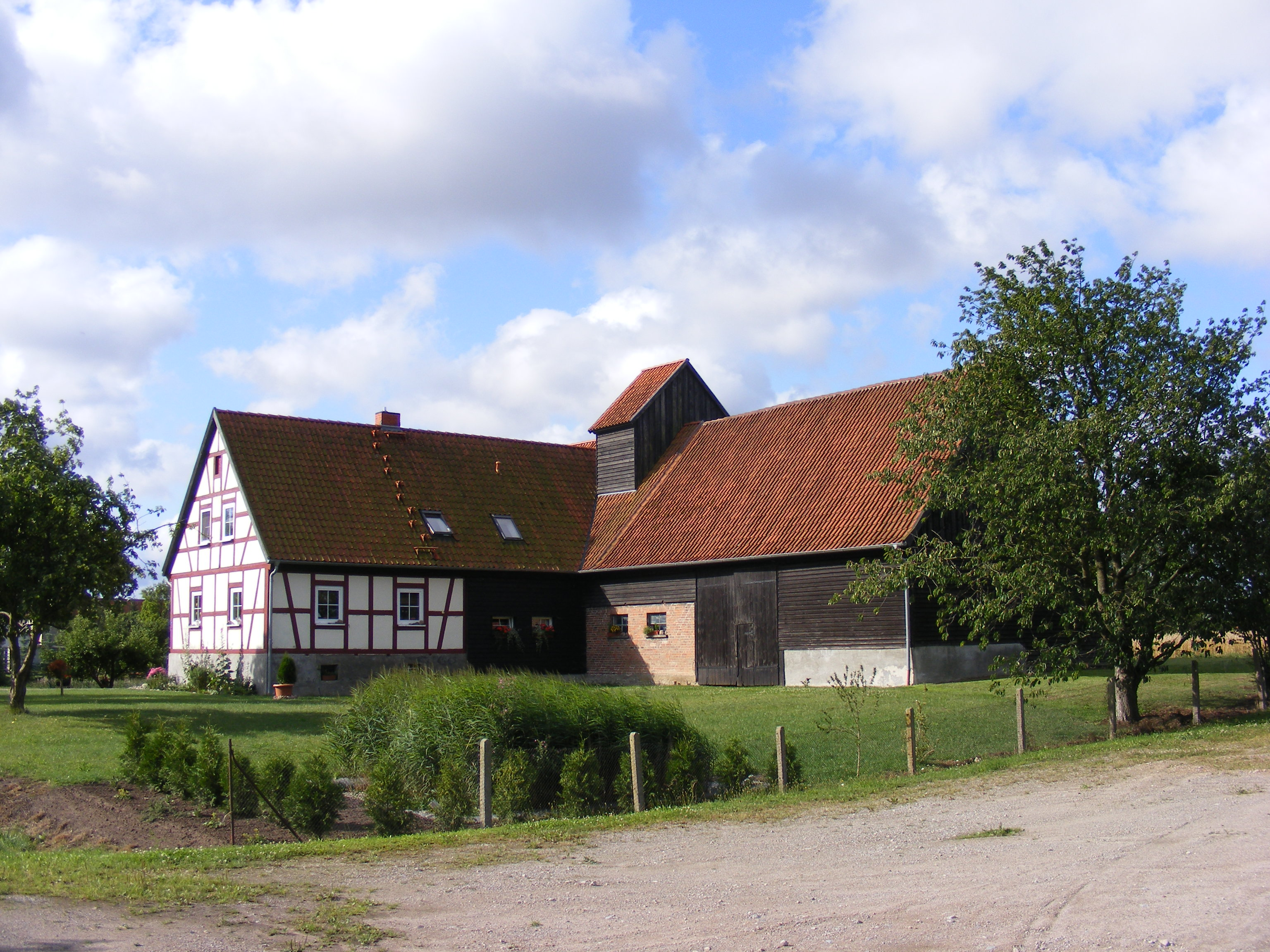
Winkelhof in Schwabendorf

Das Gut Faulenrost war seit Mitte des 18. Jahrhunderts in Besitz der Familie von Hahn. Friedrich von Hahn ließ dort das Schloss bauen. In den 1930er Jahren geriet der Erbe des Gutes, Graf Septimus von Hahn, in finanzielle Schwierigkeiten. Nachdem zunächst das Gut an die Reichsärztekammer gehen sollte, entschied diese sich für das Gut in Alt Rehse bei Neubrandenburg. Faulenrost wurde schließlich an die Siedlungsgesellschaft Nordsiedlung vergeben, die um Siedler aus Süddeutschland, vor allem aus Schwaben, warb. 
Etwa anderthalb Kilometer südlich des Ortes entstand eine neue Siedlung für 35 Siedler, die nach der Herkunft der Bewohner Schwabendorf genannt wurde. Das Dorf bekam eine für Mecklenburg untypische, aber in Süddeutschland verbreitete, weilerartige Struktur ohne Zentrum und Funktionsbauten. Architekt war Carl Christoph Lörcher. 

## Bauten

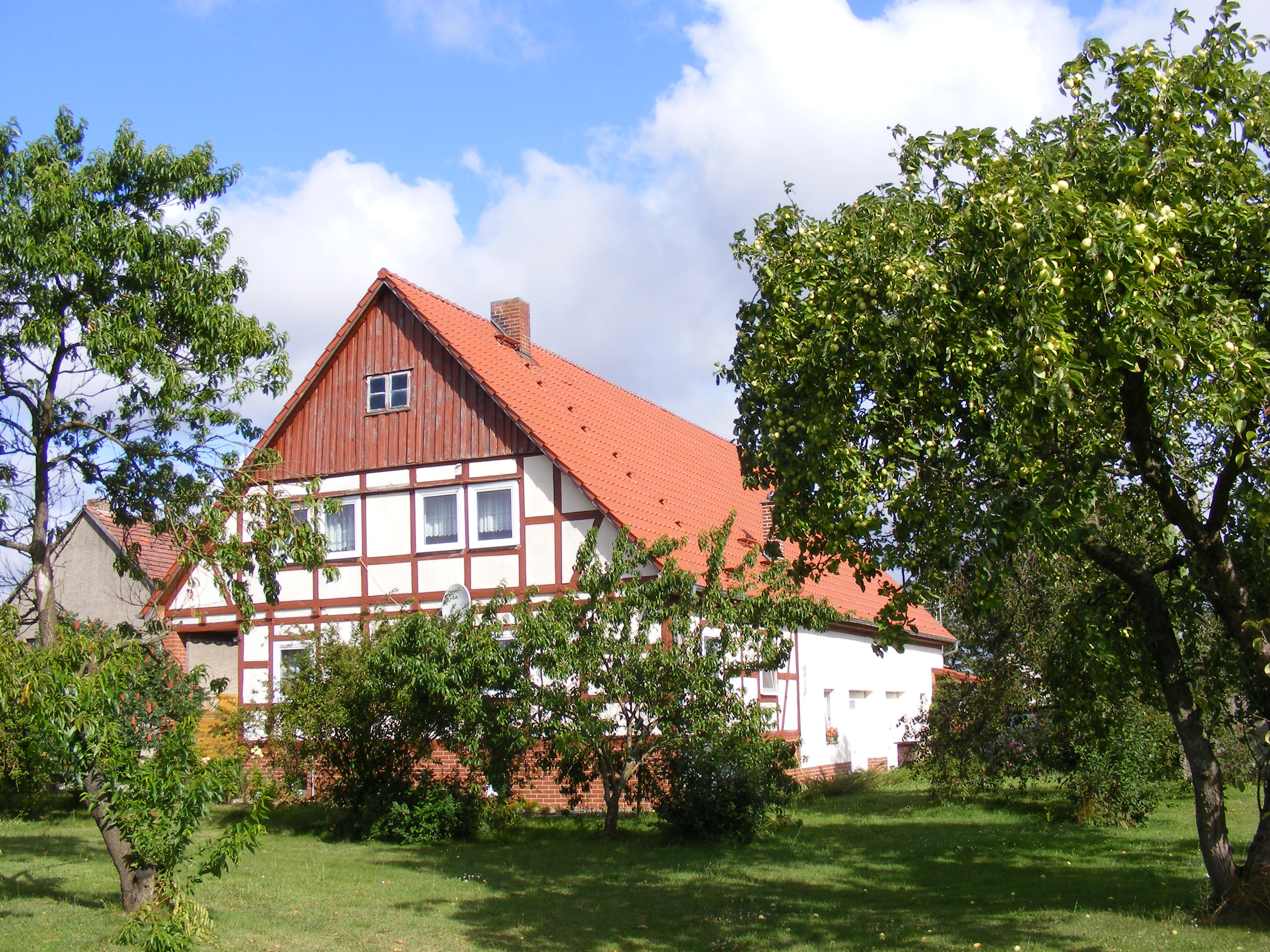
Hof in Schwabendorf

Die Häuser wurden teilweise als Winkelhöfe, teilweise als Einfirsthäuser angelegt. Ursprüngliche Planungen mit einem separaten Eingangsbereich wurden nicht verwirklicht. Wohnteil, Ställe und Scheunen sind unter einem Dach angelegt worden. Ställe und Scheunen wurden dabei als Holzkonstruktionen ausgeführt, die Wohnteile mit Fachwerk gebaut, das die Bewohner an ihre württembergische Heimat erinnern sollte. Vergleichbare Bauten wurden Anfang der 1930er Jahre in Klockow bei Friedland in Ostmecklenburg errichtet, danach folgten auch die Nationalsozialisten wieder traditionellen Formen. Dadurch blieben diese Bauten weitgehend Unikate. 
Die Häuser wurden teilweise modernisiert, sind jedoch weitgehend in ihrer Ursprungsform erhalten.
Insgesamt sieben Häuser im Ort stehen unter Denkmalschutz.